# 家族のうた
『家族のうた』（かぞくのうた）は、2012年4月15日から6月3日までフジテレビ系列のドラマチック・サンデー（日曜21:00 - 21:54〈JST〉）枠で放送されていたテレビドラマ。主演は、本作がフジテレビ系のドラマの単独初主演となるオダギリジョー。

## 概要
元人気ミュージシャンが、家族の関わりを通じて成長していくサクセス・ストーリー。放送前に1987年のドラマ『パパはニュースキャスター』（TBSテレビ、同作当時東京放送）との設定の類似が指摘され、それを受けて一部の設定が変更された。
ロック系を中心とした著名ミュージシャンが毎回本人役ゲストで登場している。
記録的な低視聴率に苦しんだ 結果、当初予定の11話を3話短縮して6月3日放送分の8話で打ち切ることが決定した。フジテレビ制作のドラマが視聴率の低迷を理由に打ち切りとなるのは、明確な記録が残る1987年以降初めてで、それ以前を含めても『ピーマン白書』（1980年）以来となる。特に第4話の視聴率3.1%は『メッセージ〜言葉が裏切っていく〜』（読売テレビ）の第6話、『ライオン先生』（読売テレビ）の最終話、『夫のカノジョ』（TBSテレビ）の4話と並ぶ、平均視聴率の3.9%は『メッセージ〜言葉が裏切っていく〜』の4.4%を下回る、いずれも2000年以降のプライムタイムで放送された民放ドラマ（テレビ東京を除く）の最低だという。その後、『夫のカノジョ』が平均視聴率3.87％を記録し、当番組の平均視聴率を下回った。
一方で視聴者からの存続を希望する声も多くあり、視聴率に左右されるテレビドラマの在り方についての話題を呼んだ（後述）。

## あらすじ
ロックバンド・under cloudのボーカル&ギターを担当する早川正義は、かつて世間から絶大な人気を博していたが、バンド解散後は、ソロ活動を始めるもバンド時代の成功を得られず、失敗続きで仕事も激減していった。そんなある日、正義の前に彼の子だと名乗る子供たちが現れる。

## キャスト

### 早川家
早川 正義〈36〉
演 - オダギリジョー
ロックバンド「Under Cloud」のVocal&guitar担当。1997年にデビュー以来ヒット曲を連発し、抱かれたい男No.1にも選ばれるほどの人気を博す一方、女遊びも非常に激しかった。しかし、自身の人気を勘違いし調子に乗ったことで、メンバーと喧嘩を起こし解散する。その後はソロ活動をするが失敗続きで、現在は社宅の一戸建てに一人で暮らしている。
仕事も土曜朝6時 FMえどがわラジオ放送「Happy Dynamites 早川正義のこれがジャスティス」や小さなライブなどの低収入の売り上げしかないが、前社長の計らいにより固定の給料をもらい、何とかその日を暮らしている。極度のマイペースで、干渉嫌い。尊敬するアーティストは、キース・リチャーズ。
大澤 こころ〈13〉
演 - 杉咲花
正義の娘。中学2年生。母親が男と逃げたことを機に止むを得ず、父・正義と暮らすことになる。自らの感情を抑え、母親に裏切られ続けても心配し低堕落な母親を支えて来た。
クールで大人びているが人を頼ったり甘えたりすることが苦手である。秀蔵には、少し心を開いている。
松野 美月〈11〉
演 - 大森絢音
正義の娘。小学6年生。幼くしておしゃれが好き。直情的で、思ったことをすぐ口にする。異父弟・陸とは仲がいい。5年前に義父が、半年前に母親が交通事故で亡くなり、一度は親戚に預けられるも反りが合わず、陸と共に上京、実父・正義の元へ転がり込む。
松野 陸〈7〉
演 - 藤本哉汰
美月の異父弟。小学2年生。美月の母が結婚した男性との間に出来た子供。歌が苦手。気弱だが、非常に優しい。常に美月を頼っている。正義とは血が繋がっていないにもかかわらず、懐くようになる。
東海林 秀蔵〈70〉
演 - 藤竜也
独り暮らしの老人。母親が失踪して寂しくなったこころが、近所の公園でひなたぼっこをしていた時に出会い、何度か顔を合わすうちに彼女と仲良くなる。
父親に会ってみたいというこころの願いを叶えるため、正義の素性や性格を調べる。彼女を正義の元に連れて行き、その流れで早川家に居ついてしまう。

### 正義の周辺人物
三木 康佑〈40〉
演 - ユースケ・サンタマリア
「Under Cloud」時代から正義を担当するマネージャー。15年前に正義をライブハウスで見つけて、スカウトする。現在、正義が契約を切られないよう必死で事務所の社長に掛け合っている。いつも正義に文句を言われ苛立っているが、現在でも彼の音楽の才能を信じている。妻子持ちである。
青田 洋子〈28〉
演 - 貫地谷しほり
カメラマンとして周囲から実力を認められる。仕事と割り切りインテリアを撮影しているが、本当の気持ちは人物写真を撮りたいと思っている。正義のイベントや公式サイトの写真を担当する。正義とは付き合いが長く、密かに彼を想っているが全く気付れない。
水島 明良〈47〉
演 - トータス松本
カレーダイニング「nanja」店主。かつて、ライブハウスで雇われオーナーとして働いていた経験があり、その時に上京した正義と知り合い、その頃から何かと面倒を見てきた。普段は温厚だが、たまに辛辣な一言を放つ。朝子とは、ライブハウスのオーナー時代に知り合い結婚した。
水島 朝子〈40〉
演 - 大塚寧々
明良の妻。妹・洋子のことを優しく見守っている。前職は音楽雑誌の編集者。正義とはインディーズ時代からの友達で、現在も仲がよい。高校生の娘がいる。

### その他
花村 良太〈35〉
演 - ムロツヨシ
酒屋「花村商店」店主、商店街会長。「Under Cloud」や正義の大ファンで、現在でも正義の復活を信じている。
神山 悟〈38〉
演 - 武田真治
元「Under Cloud」のBass&作詞作曲担当。解散後はソロ活動を成功させ、音楽プロデューサーとしても活躍している。
坂上 幸生〈19〉
演 - 中島健人（Sexy Zone）
カレーダイニング「nanja」でアルバイトをしている男子大学生。容姿の良さから、女性客に人気が高い。
藤森 篤志
演 - 前川泰之
正義が所属する芸能事務所の社長。前社長の父親とは違い利益を追求する。

### ゲスト

#### 第1話
きゃりーぱみゅぱみゅ
演 - 本人
懐メロシンガーコラボ第1弾として正義に作曲とコラボレーションを依頼する。
松野 美保
演 - 幸田尚子
美月・陸の母親。事故で他界する。
近藤 佳美
演 - 広岡由里子
美保の遠縁に当たる伯母。美保の死後、子供たちを預かる。気に入らないことがあると陸に手を上げる。

#### 第2話
東京スカパラダイスオーケストラ
演 - 本人
「nanja」の客。時間差で来店し水島を困らせるような注文をする。
森公美子
演 - 本人
こころのアパートの近くに住んでいる主婦。
畠山
演 - きたろう
「はむらZOO」園長。正義にCMソングを依頼する。こころが作った曲を気に入り起用したいと話す。
大澤 倫子
演 - 中村ゆり（第5 - 6・最終話）
こころの母親。クラブホステス嬢。3ヵ月前に家を出てから行方不明になる。秀蔵の言葉が胸に響き、水商売を辞めて昼の仕事を始める。
はるひこ君
演 - モルモット
正義にCM曲の作成を依頼した動物園のモルモット。こころが作った歌を心地よく聞いていたが、正義の曲に切り替わった途端に痙攣してしまう。

#### 第3話
木村充揮
演 - 本人
陸が唄の練習する公園で正義と出会う。
笹垣
演 - 岩井秀人
世田谷区立北沢第三小学校2年3組。陸の担任。
水上
演 - 渡辺真起子
音楽配信会社@Entertainment社長。音楽配信してみないかと新曲作成依頼を正義にオファーする。
半年で1万ダウンロードを達成したら、CDリリースも視野に入れていると話す。

#### 第4話
浅井健一
演 - 本人
ぬっぺっぽう祭で正義とすれ違う。
池田 絹子
演 - りりィ
下北沢東口商店街名誉会長。豆腐屋を経営する。
商店街会長・花村がぬっぺっぽう祭に正義を招待する計画に協力し、ロックに乗り気でない保守派の票を取りまとめる。
池田 大翔
演 - 中島凱斗
絹子の孫。海外ロックミュージシャンのファン。美月が恋する男の子。
陽菜
演 - 吉田里琴
美月の同級生。美月たちに恋のおまじないを教える。

#### 第5話
遠藤ミチロウ
演 - 本人
ニッポン放送の廊下で拡声器を持ち、スタッフと楽しく談笑していた。
ダイアモンド☆ユカイ
演 - 本人
ニッポン放送ラジオ番組「パパと遊ぼう!子どもはロックだぜ!」告知ポスターで出演する。
斉木しげる
演 - 本人
正義がゲスト出演するニッポン放送ラジオ番組のパーソナリーティ。
明石 誠司
演 - 石黒英雄（第7話）
三木が不在の間、正義を担当する新人マネージャー。ホームページのデザインなど最新のデジタルを活用し、正義を売り出そうとあらゆるメディアに働き掛ける。
高村 七海
演 - 荒川ちか
学校のテスト中困っているとき、こころに助けてもらい友達になる。メールは早く返信する、友達を中傷したブログにコメントを書く、こころが最も苦手に思っていることを要求する。
菊池 美結
演 - 菊池和澄
こころと仲良くすることで七海の征服欲求を煽り、グループ内の友達関係が崩れていく。
三木 希美
演 - 山本舞香（第7話）
仕事で忙しい父親・康佑を理解できないでいる。父親に対して要求することを諦め無関心な態度で接する。

#### 第6話
NOKKO
演 - 本人
「nanja」の客。

#### 第7話
EGO-WRAPPIN'
演 - 本人
「nanja」の客。
根本 真人
演 - 山中聡
幼い頃に家族を捨てた父親・秀蔵の顔も知らずに今まで生きてきた。生き場所もなく困っていたとき、手を差し伸べてくれたいちご農園に現在は夫婦で働いている。
根本 紗枝
演 - 遊井亮子
真人の妻。
根本 たける
演 - 大西利空
真人・紗枝の息子。

#### 最終話
仲井戸麗市
演 - 本人
正義と路上ですれ違う。

## スタッフ
- 脚本 - 酒井雅秋、浜田秀哉
- 音楽 - 井筒昭雄
- 主題歌 - 斉藤和義「月光」（スピードスターレコーズ）
- 技術プロデューサー - 長谷川美和
- 撮影 - 増井初明
- TD - 山岸柱一
- 照明 - 成田卓嗣
- 映像 - 浅香康介
- 音声 - 神波哲史
- 選曲 - 石井和之
- 音響効果 - 西村洋一
- 編集 - 河村信二
- ライン編集 - 三木秀人
- MA - 亀山貴之
- オープニングナレーション - バッキー木場
- 写真協力 - 中川正子
- 編成企画 - 鹿内植、瀧澤航一郎
- プロデューサー - 橋本芙美、小林宙（第5話 - ）
- 演出 - 岩田和行、都築淳一、佐藤源太
- 制作 - フジテレビ
- 制作著作 - 共同テレビ

## 劇中使用曲
- The Birthday「ROKA」（ユニバーサルシグマ）[9][10]
- 「Going」作詞：早川正義 / 原曲提供：The Birthday

## 放送日程
| 各話                                                          | 放送日        | サブタイトル               | 脚本     | 演出     | 視聴率 |
| ------------------------------------------------------------- | ------------- | -------------------------- | -------- | -------- | ------ |
| 第1話                                                         | 2012年4月15日 | 自業自得!?                 | 酒井雅秋 | 岩田和行 | 6.1%   |
| 第2話                                                         | 2012年4月22日 | 我慢すると心が腐るんだよ!  | 酒井雅秋 | 岩田和行 | 3.6%   |
| 第3話                                                         | 2012年4月29日 | 歌えない僕の気持ちが解る?  | 酒井雅秋 | 都築淳一 | 3.4%   |
| 第4話                                                         | 2012年5月6日  | お祭で告白!?届けたい想い…  | 酒井雅秋 | 佐藤源太 | 3.1%   |
| 第5話                                                         | 2012年5月13日 | 家族の前で初めての父親宣言 | 酒井雅秋 | 岩田和行 | 3.3%   |
| 第6話                                                         | 2012年5月20日 | 今夜、娘のために走ります!  | 酒井雅秋 | 都築淳一 | 3.8%   |
| 第7話                                                         | 2012年5月27日 | 誰かの為に頑張るのもロック | 浜田秀哉 | 佐藤源太 | 4.1%   |
| 最終話                                                        | 2012年6月3日  | 不器用な父親が唄う愛の歌   | 酒井雅秋 | 岩田和行 | 3.4%   |
| 平均視聴率 3.9%（視聴率はビデオリサーチ調べ、関東地区・世帯） |               |                            |          |          |        |

- 関西地区でも「深夜ドラマ並み」の低視聴率であることが報道されている[13]。
- 第7話は「2012ロンドンオリンピックバレーボール世界最終予選女子 日本×セルビア」中継延長のため21:50 - 22:44の放送。

## 設定の変更
放送前の2012年2月、脚本家の伴一彦は自身のTwitterおよびウェブサイトで、フジテレビのサイトの新番組紹介に説明された本作の設定と、彼の過去の脚本作品『パパはニュースキャスター』（1987年、TBSテレビ）の設定に類似点が見られると指摘した。主な類似点は独身生活を送る男性が、かつて酒に酔った上での女遊びの結果、3人の女児が突然自分の娘を名乗って現われ、事実を世間に隠しながら一緒に生活するはめになるというものである。
伴は「『パパはニュースキャスター』はこれまでリメイクしたいという話がいくつかありましたが、慎重に対応しており、こういった形でリメイク（?）されるのは納得がいかなかったのです。」と意図を説明した。
その後TBSテレビ取締役制作局付・ドラマ担当プロデューサー（当時）の八木康夫とともにフジテレビ番組担当プロデューサー、枠担当者、石原隆ドラマ制作担当局長（当時）ら関係者と話し合ったと報告した。
その結果、本作担当側は「盗作」は否定しながらも、認識不足であったとして設定の変更を決め、2月24日にはフジテレビ2月度社長会見にて「過去の作品に似ているという指摘を受け、話し合いをした結果、よりオリジナル性を出すために、一部設定をアレンジする。」と発表した。伴はこれを受けて「イヤミでも何でもなく、心から『家族のうた』が面白いドラマになることを期待してます。」「社長がこの件に言及したことを八木さんも高く評価していました。私も同じ気持ちです。」と語っている。

## 低視聴率の背景と作品への評価・反響
視聴率低迷の原因として、『パパはニュースキャスター』との設定の類似が指摘され「インターネット上などで不支持が広がった」とのフジテレビ関係者の分析が報じられている。フジテレビの豊田皓社長は定例会見で「主人公のキャラクター設定が、典型的なロックミュージシャンとしたが、気持ち的に優れない。キャラクターの態度や口調が、視聴者の共感を得られなかったのでは」と語った一方、打ち切りが報じられたあと視聴者からの1000件を超える応援メッセージが届いたことを明らかにした。放送評論家の松尾羊一は「ネット界でのバッシングにテレビ局が振り回されている」と指摘している。
ORIGINAL CONFIDENCEの視聴者に対するアンケート「ドラマ満足度調査」による分析では、低視聴率の原因を、原作がない作品であり、放送前の認知が低かったこととともに過去作との類似騒動がありマイナスイメージのある話題が初回放送まで続いたこと、同時期のヒット作にあるようなコミカルな“遊び”の要素が少なく、今期のヒットの条件にうまくあてはまらなかったのではないかとしている。また、ストーリー・脚本については他のドラマに比して視聴者の好みがはっきり分かれる傾向があったこと、主演のオダギリのキャスティングに関しては初回の満足度46.2％が2回目では51.2％に上がっており、キャラクターや演技に対する評価は高かったとの結果を伝えている。
フリーライターの桧山珠美は「打ち切りは視聴者への裏切り」として最後までやりとおすべきだったと批判し「謎解き（ミステリー / サスペンス）ドラマばかりの今期、この二作 は挑戦的だった。打ち切りになったら、局は『やっぱり刑事モノ』『ジャニーズ事務所のアイドルを出しておくか』となり、横並びが進む」と指摘した。同志社女子大学教授の影山貴彦は「打ち切りはドラマ制作の現場に水を差し、作り手のやる気を失わせ、視聴者にとってはテレビ離れをさらに加速させる」と危惧を示した。